# Едіт Брук
Едіт Штайншрайбер Брук (італ. Edith Steinschreiber Bruck, 3 травня 1931, Тисаберцель, Угорщина) — італійська письменниця, поетеса, перекладачка, режисерка, яка народилася в Угорщині, але більшу частину свого життя прожила в Італії та пише італійською мовою. Вона також переклала на італійську мову твори кількох угорських письменників — Аттіли Йожефа, Міклоша Радноті та Іллеша Джула.

## Біографія
Едіт Штайншрайбер народилася в 1931 році у бідній єврейській сім'ї, яку в 1944 році вивезли до Освенціма. Її батьки і один з двох братів загинули в таборах (її мати в Освенцимі, батько в Дахау), але Едіт і її сестра Марта пережили переїзди до Дахау, Кристіанштата і Берген-Бельзена, і були звільнені союзниками в 1945 році.
Едіт пережила війну з сестрами Мартою і Лейлою та братом Петром і повернулася до Угорщини, де воз'єдналася з родичами, які залишилися живими. Звідти вона іммігрувала до Чехословаччини, куди Марта переїхала зі своїм другим чоловіком та дітьми.
У шістнадцять років вона вийшла заміж за Мілана Грюна і разом з Мартою та її сім'єю іммігрувала до Ізраїлю. Їх шлюб тривав рік. Вона також не прожила довго зі своїм другим чоловіком, Денні Ротом. Пробувши три роки в Ізраїлі, вирішила приєднатися до сестри в Аргентині. Однак, на шляху до Південної Америки, у 1954 році, короткочасно перебуваючи в Італії, вона змінила свої плани і вирішила залишитися в Римі, де живе дотепер. Брук це прізвище її третього чоловіка, хоча вона розлучилася з ним до двадцяти років і незабаром, у 1954 році, іммігрувала до Італії.
У Римі Едіт Брук почала описувати трагічну історію свого життя італійською мовою. Вона розповідає про своє дитинство до депортації, про перебування в таборах. Тема Голокосту наполегливо повертається в її творах «Ми поїдемо до міста» (Andremo in città, 1962), «Дві порожні кімнати» (Due stanza vuote, 1974), «Актриса» (L'attrice, 1995) та «Лист до матері» (Lettera alla madre, 1988), за який вона отримала Національну літературну премію для письменниць у 1989 році.
20 лютого 2021 року Папа Франциск вперше за кілька місяців вийшов з Ватикану, щоб відвідати Едіт Брук у її будинку в центральній частині Риму, єврейську письменницю угорського походження, яка прожила дві третини свого життя в Італії. У січні минулого року у неї взяв інтерв'ю «Римський спостерігач» (L'Osservatore Romano) з нагоди Дня пам'яті. Її розповідь зворушила Папу Франциска: «Я прийшов сюди, до її дому, щоб подякувати їй за свідчення та віддати шану людям, постраждалим від божевілля нацистського популізму. Вибач, Господи, в ім'я людства».

## Фільмографія

### Сценаристка
- 1966 : «Ми їдемо до міста» / (Andremo in città), режисер — Нело Різі[it]
- 1984 : «Фотографування Патриції» / (Fotografando Patrizia ), режисер — Сальваторе Сампері
- 1991 : «З ненависті, з любові» / (Per hate, per amore ), режисер — Нело Різі[it]
- 2014 : «Аніта Б» / (Anita B), режисер — Роберто Фаенца[it]

### Режисерка
- 1979 : «Раптово» / (Improvviso)
- 1983 : «Яка Сардинія?» / (Quale Sardegna?)
- 1986 : «Вівтар для матері» / (Un altare per la madre)

### Акторка
- 1958 «Зловмисники, як завжди, залишилися невідомими» / (I soliti ignoti), режисер — Маріо Монічеллі

## Нагороди
- 26 лютого 2021 — Кавалер Великого Хреста Ордену «За заслуги перед Італійською Республікою».[6]